# Vilar de Amargo
Vilar de Amargo is een plaats (freguesia) in de Portugese gemeente Figueira de Castelo Rodrigo en telt 236 inwoners (2001).